# Bernard Slade
Bernard Slade (* 2. Mai 1930 in St. Catharines, Ontario; † 30. Oktober 2019 in Beverly Hills) war ein kanadischer Bühnen- und Drehbuchautor.

## Leben
Slade war zunächst in Kanada als Bühnenautor tätig. Mitte der 1960er Jahre ging er nach Hollywood und schrieb Drehbücher für Fernsehserien. Er entwickelte in dieser Funktion die beliebten Fernsehserien The Flying Nun und Die Partridge-Familie. 1975 wurde sein Theaterstück Same Time, Next Year (Nächstes Jahr, selbe Zeit) uraufgeführt und hatte mit Charles Grodin und Ellen Burstyn in den Hauptrollen großen Erfolg mit mehr als 1400 Aufführungen. Sowohl zu diesem Stück als auch zu seinen Stücken Tribute sowie Romantic Comedy verfasste Slade auch die Drehbücher zu den Filmversionen.
Slade war insgesamt 64 Jahre mit der Schauspielerin Jill Foster bis zu ihrem Tod im Jahr 2017 verheiratet. Er starb im Oktober 2019 im Alter von 89 Jahren an Lewy-Körper-Demenz.

## Filmographie (Auswahl)
- 1972: Jede Stimme zählt (Stand up and be counted) – Regie: Jackie Cooper
- 1978: Nächstes Jahr, selbe Zeit (Same Time, Next Year) – Regie: Robert Mulligan
- 1980: Ein Sommer in Manhattan (Tribute) – Regie: Bob Clark
- 1983: Jason, die Flasche (Romantic Comedy) – Regie: Arthur Hiller
- 2006: Les grandes occasions

## Auszeichnungen
- Drama Desk Award und Nominierung zum Tony Award für "Same time, next year"
- Nominierung zum Oscar für das beste adaptierte Drehbuch für Nächstes Jahr, selbe Zeit